# Der Meineidbauer
Der Meineidbauer ist ein Volksstück mit Gesang in drei Akten von Ludwig Anzengruber, die Musik schrieb Adolf Müller senior. Das Stück wurde am 9. Dezember 1871 im Theater an der Wien mit der damals bekannten Schauspielerin Marie Geistinger in der Hauptrolle der Vroni uraufgeführt.
Neben Der Pfarrer von Kirchfeld und Das vierte Gebot ist es das bekannteste Drama Anzengrubers. In der Tradition des Realismus stehend behandelt es moralische Verfehlungen und deren Auswirkungen auf das eigene Leben sowie auf das künftiger Generationen.

## Handlung

### Erster Akt
Vroni, Magd auf dem Adamshof, macht Toni, dem Sohn des Adamshofbauern Höllerer, schöne Augen. Doch sie wird durch den Großknecht gewarnt. Er erzählt Vroni nämlich vom Schicksal ihrer Mutter, ebenfalls Vroni genannt, die Magd auf dem Kreuzweghof war. Sie bekam zwei Kinder, Vroni und Jakob, deren Vater der damalige Kreuzwegbauer Jakob Ferner ist. Zwar wollte er, zum Missfallen seines Bruders Matthias Ferner, Vroni heiraten, wodurch ihr die Schande unehelicher Mutterschaft erspart geblieben wäre und die Kinder ein sicheres Auskommen gefunden hätten, doch auf einer Reise nach Wien, auf die er Vronis Bruder Jakob mitnahm, starb er überraschend. Da sich kein Testament fand, verlor Vronis Mutter den folgenden Prozess um die Erbschaft gegen Matthias, der beeidete, dass sein Bruder keinen letzten Willen geäußert hätte. Daraufhin wurde Vroni mit ihren beiden Kindern in Schande vom Hof verjagt, und Matthias führte seitdem ein äußerlich frommes Leben.
Der Großknecht legt Vroni nahe, das Schicksal ihrer Mutter zu beherzigen. Doch Vroni schlägt diese Warnung in den Wind und will auch nicht wahrhaben, dass Toni schon der Creszenz, Tochter des Matthias, versprochen ist. Dadurch wäre Vroni auch auf dem Adamshof nicht mehr länger geduldet und würde wie ihre Mutter vertrieben werden.
Es treten Creszenz, Toni, Matthias und Höllerer auf. Höllerer und Matthias sind sich bezüglich der Verehelichung ihrer Kinder handelseinig und sehen sich schon als künftige Schwager. Vroni ist darüber entrüstet, doch Matthias weist sie barsch zurecht. Vroni ahnt, dass Matthias’ nach außen zur Schau getragene Frömmigkeit Ausdruck eines schlechten Gewissens ist und hofft, ihm irgendwann hinter seine Schliche zu kommen. Doch fürs erste bleibt ihr nichts anderes übrig, als den Adamshof zu verlassen und Unterkunft bei ihrer Großmutter, der Burger-Lies, zu suchen, die eine heruntergekommene Gaststätte betreibt und sich ihre dürftigen Einkünfte mit dem Beherbergen von Schwärzern (Schmuggler) aufbessert. Lies, die das heuchlerisch frömmelnde Wesen ihrer Mitmenschen verachtet, ist deshalb ebenso eine Außenseiterin wie Vroni. Sie erzählt Vroni, dass Matthias damals das Testament seines Bruders habe verschwinden lassen, aber vor Gericht – unter Eid – ausgesagt habe, es gebe kein Testament, weshalb sie ihn fortan für sich „Meineidbauer“ nenne.
Zeuge des ganzen Vorfalls sei dessen damals zwölfjähriger Sohn Franz, der aber nie den Sachverhalt aufgeklärt und später den Hof verlassen hat, um zu studieren.
Plötzlich betritt Jakob, Vronis Bruder, die Stube, sehr zur Überraschung von Vroni und Lies, denn er ist auf die schiefe Bahn geraten und war deshalb lange Jahre im Zuchthaus. Weil er sein Ende nahen fühlte, ist er noch einmal nach Wien gereist, um die letzten Habseligkeiten des Vaters zu holen. Darunter befindet sich ein Gebetbuch, das er Vroni überreicht. Darin findet sich ein Brief Matthias’, worin dieser bestätigt, das Testament erhalten zu haben. Mit dem Wissen, jetzt das fehlende Beweisstück gegen den Meineidbauern in der Hand seiner Schwester zu haben, stirbt Jakob zufrieden.

### Zweiter Akt
Mittlerweile kehrt Franz nach vielen Jahren auf den Kreuzweghof zurück und wird vom Vater freudig begrüßt. Sogleich setzt ihm Matthias seine Pläne auseinander. Creszenz werde Toni heiraten, wodurch es zu einer Vereinigung von Adams- und Kreuzweghof käme. Einziges Hindernis dabei ist sein Sohn Franz; daher hofft Matthias, ihn zu überreden, die Laufbahn eines Geistlichen einzuschlagen, zumal er sich davon die Vergebung seiner Sünden verspricht („du bist der einzige, der mich ohne Red' und Gegenred' entsündig'n, der mir in meiner letzten Not einmal die Sünd' aussegnen kann!“).
Doch Franz, der durch seine Mitwisserschaft in die Schuld des Vaters verstrickt ist, möchte mit all dem nichts mehr zu tun haben und weist das Ansinnen empört zurück. Darauf beschwört ihn Matthias, es sich noch einmal zu überlegen, schließlich habe er damals den Meineid aus Sorge um die Zukunft seiner beiden Kinder auf sich genommen („um der Kinder will'n nähm ich die Sünd' auf mich“). Franz verlässt den Raum, und Vroni tritt auf.
Sie sagt Matthias auf den Kopf alles zu und erzählt ihm von dem Brief, den sie von Jakob erhalten hat. Sie werde morgen schon damit auf das Kreisgericht gehen.
Matthias ist am Boden zerstört, und Vroni triumphiert. Franz kommt hinzu und bittet bei Vroni für den Vater. Vroni räumt zwar ein, nichts gegen Franz zu haben, werde aber nicht auf ihr Recht verzichten.
Vroni geht daraufhin wieder zum Haus der Lies. Kurz darauf trifft Franz bei ihr ein, der sie warnt, dass sein Vater vor nichts zurückschrecken werde, um wieder an den Brief zu gelangen. Vroni nimmt gerührt sein Angebot an, das Haus zu bewachen. Beide gestehen einander ihre Liebe. Franz lässt sich aber dennoch von ihr überreden, das Haus zu verlassen, weil in dieser Nacht die zwielichtigen Schwärzer kommen.
Nachdem Franz gegangen ist, erscheint Matthias mit seinem Stutzen und will sie mit einer Todesdrohung dazu bringen, den Brief herauszugeben. In ihrer Not sagt Vroni, sie habe den Brief Franz gegeben. Matthias stürmt hinaus in die gewittrige Nacht, um Franz den Brief abzupressen.
Hoch über einer Schlucht trifft er den Sohn und verlangt den Brief. Um Vroni zu schützen, streitet Franz nicht ab, den Brief zu haben. Weil Franz den Brief nicht herausgeben will, schießt der Vater auf den Sohn, der in die Schlucht stürzt.

### Dritter Akt
Im Glauben, seinen Sohn getötet zu haben, flüchtet Matthias zu einer alten Frau, der Baumahm, die mit ihrem kranken Bruder und ihren beiden Nichten in einer abgelegenen Hütte lebt. Dort wird er Zeuge, wie sie ihren Nichten die Geschichte eines Bauern erzählt, der meineidig geworden sei und deshalb, trotz seiner während seines ganzen Lebens offen zur Schau getragenen Frömmigkeit, vom Teufel geholt worden sei. Von Grauen gepackt, stirbt Matthias am Schlagfluss.
Mittlerweile haben die Schwärzer den schwerverletzten Franz zur Hütte der Lies gebracht, wo er von Vroni, die sich schwere Vorwürfe macht, gepflegt wird. Sie erkennt, dass er sterben könnte, und ist bereit, auf alle ihre Rechte zu verzichten, wenn sie nur dafür ihn zum Mann nehmen könne. Mit den Worten „besser tot' Recht wird nie lebendig, als du verstirbst mir!“ zerreißt sie den Brief, der zwischen ihrer Liebe steht.
Am nächsten Tag ist Franz schon auf dem Weg der Besserung. Höllerer, Creszenz und Toni treffen ein und unterrichten ihn vom Tod des Vaters und dass nun er Herr des Kreuzweghofs sei. Mit der Aussicht auf baldige Hochzeiten zwischen Vroni und Franz sowie Creszenz und Toni schließt das Stück.

## Verfilmungen
Das Stück wurde mehrfach verfilmt. Die erste Verfilmung stammt von 1915, Regie führten Jakob und Luise Fleck. In den Hauptrollen spielten Hermann Benke, Viktoria Pohl-Meiser und Karl Baumgartner. Das Ehepaar Fleck war auch für die zweite Verfilmung aus dem Jahr 1926 verantwortlich. Gisela Günther übernahm die Rolle der Vroni, Eduard von Winterstein spielte den Matthias, Josephine Josephi die Burgerlies.
1941 führte Leopold Hainisch Regie, Eduard Köck spielte den Matthias, Ilse Exl die Vroni und O. W. Fischer die Rolle des Franz.
Heidemarie Hatheyer, Carl Wery, Christiane Hörbiger und Hans von Borsody spielten 1956 die Hauptrollen unter der Regie von Rudolf Jugert in Der Meineidbauer.
1960 wurde ein Fernsehfilm unter der Regie von Otto Hoch-Fischer produziert. In den Hauptrollen waren Florl Leitner, Gretl Löwinger, Auguste Welten und Walter Scheuer zu sehen.
Ein weiterer Fernsehfilm wurde 1990 gedreht, Regie führte Jürgen Kaizik. In den Hauptrollen spielten Adolf Laimböck und Christian Fischer.
Der dritte Fernsehfilm wurde 2012 unter der Regie von Joseph Vilsmaier mit Suzanne von Borsody, Günther Maria Halmer, Max Tidof und Heikko Deutschmann in den Hauptrollen in Virgen/Osttirol gedreht.